# Lindenberg (Meklemburgia-Pomorze Przednie)
Lindenberg – gmina w Niemczech,  w kraju związkowym Meklemburgia-Pomorze Przednie, w powiecie Mecklenburgische Seenplatte, wchodząca w skład Związku Gmin Demmin-Land.
Dzielnice:
- Lindenberg
- Hasseldorf
- Krusemarkshagen